# Before You Were Punk 2: Another Punk Rock Tribute to 80's New Wave
Before You Were Punk 2: Another Punk Rock Tribute to 80's New Wave is een compilatiealbum uit 1999 van het Amerikaanse platenlabel Vagrant Records. Het is het vervolg op het compilatiealbum Before You Were Punk: A Punk Rock Tribute to 80's New Wave uit 1997 en bevat, net zoals het voorgaande album, nummers van punkbands die actief waren gedurende de jaren 90. De nummers op het album zijn covers van bekende new wave-nummers uit de jaren 80.

## Nummers
1. "What I Like About You" (The Romantics) - The Suicide Machines
2. "Electricity" (OMD) - NOFX
3. "Space Age Love Song" (A Flock of Seagulls) - No Motiv
4. "No Action" (Elvis Costello) - MxPx
5. "Our Lips Are Sealed" (The Go-Go's) - The Hippos
6. "Don't You (Forget About Me)" (Simple Minds) - The Bouncing Souls
7. "Close to Me" (The Cure) - The Get Up Kids
8. "This Way Out" (Wall of Voodoo) - Rocket from the Crypt
9. "Just What I Needed" (The Cars) - Gotohells
10. "Bring On the Dancing Horses" (Echo & the Bunnymen) - Lagwagon
11. "Every Breath You Take" (The Police) - Strung Out
12. "Rebel Yell" (Billy Idol) - All

## Opnames
De nummers op het album zijn op verschillende locaties door verschillende producenten opgenomen en gemixt:
- Track 1 is opgenomen en gemixt door Tim Pak in de Woodshed Studios
- Track 2 is opgenomen en gemixt door Ryan Greene in de Motor Studios
- Track 3 is opgenomen en gemixt door Chad Blinman in de Audio International Studios en The Complex Studios
- Track 4 is opgenomen en gemixt door Ryan Hadlock in de Bear Creek Studios en geproduceerd door MxPx en Ryan Hadlock
- Track 5 is opgenomen en gemixt door Chris Fudurich in de Mat Hadder Studios en Chateau Chaumont Studios en is geproduceerd door Chris Fudurich, Ariel Rechtshaid en Rich Zahniser
- Track 6 is opgenomen en gemixt door The Bouncing Souls en Michael Ward in de Big Blue Meanie Studios
- Track 7 is opgenomen door Alex Brahl en gemixt door Chad Blinman in de Mad Hatter Studios
- Track 8 is opgenomen en gemixt door John Reis in de Drag Racist Recorders in San Diego, Californië en is geproduceerd door Long Gone John
- Track 9 is opgenomen en gemixt door Michael Douglas en George Harris bij Panda Productions
- Track 10 is opgenomen en gemixt door Ryan Greene en Angus Cooke in de Orange Whip Studios en is geproduceerd door Joey Cape
- Track 11 is opgenomen en gemixt door Strung Out in de Hollywood Sound Studios
- Track 12 is opgenomen en gemixt door Bill Stevenson en Jason Livermore in The Blasting Room in Fort Collins, Colorado